# Elena Văcărescu
Elena Văcărescu (ur. 21 września 1864 w Bukareszcie, zm. 17 lutego 1947 w Paryżu) – rumuńsko-francuska pisarka, poetka, tłumaczka i dyplomata. Dwukrotnie uhonorowana Grand Prix de la Francophonie. Członkini honorowa Academia Română.

## Życiorys
Pochodziła z rodziny bojarskiej z Wołoszczyzny. Wśród jej przodków był Ienăchiță Văcărescu, który napisał pierwszą książkę o gramatyce języka rumuńskiego. Ze strony matki Eufrosiny Fălcoianu pochodziła od prominentnego klanu z czasów księcia Michała Walecznego.
Młodość spędziła głównie w rodowej posiadłości koło Târgoviște. Przez swoją guwernantkę zetknęła się z językiem angielskim. Studiowała również literaturę francuską w Paryżu, gdzie spotkała Victora Hugo. Uczęszczała na kursy filozofii, estetyki i historii. Studiowała też poezję pod kierunkiem Sully’ego Prudhomme.
Jej pierwsza książka, wydana w 1886, była również pod wpływem Wojny rosyjsko-turecka, w której walczył jej ojciec.

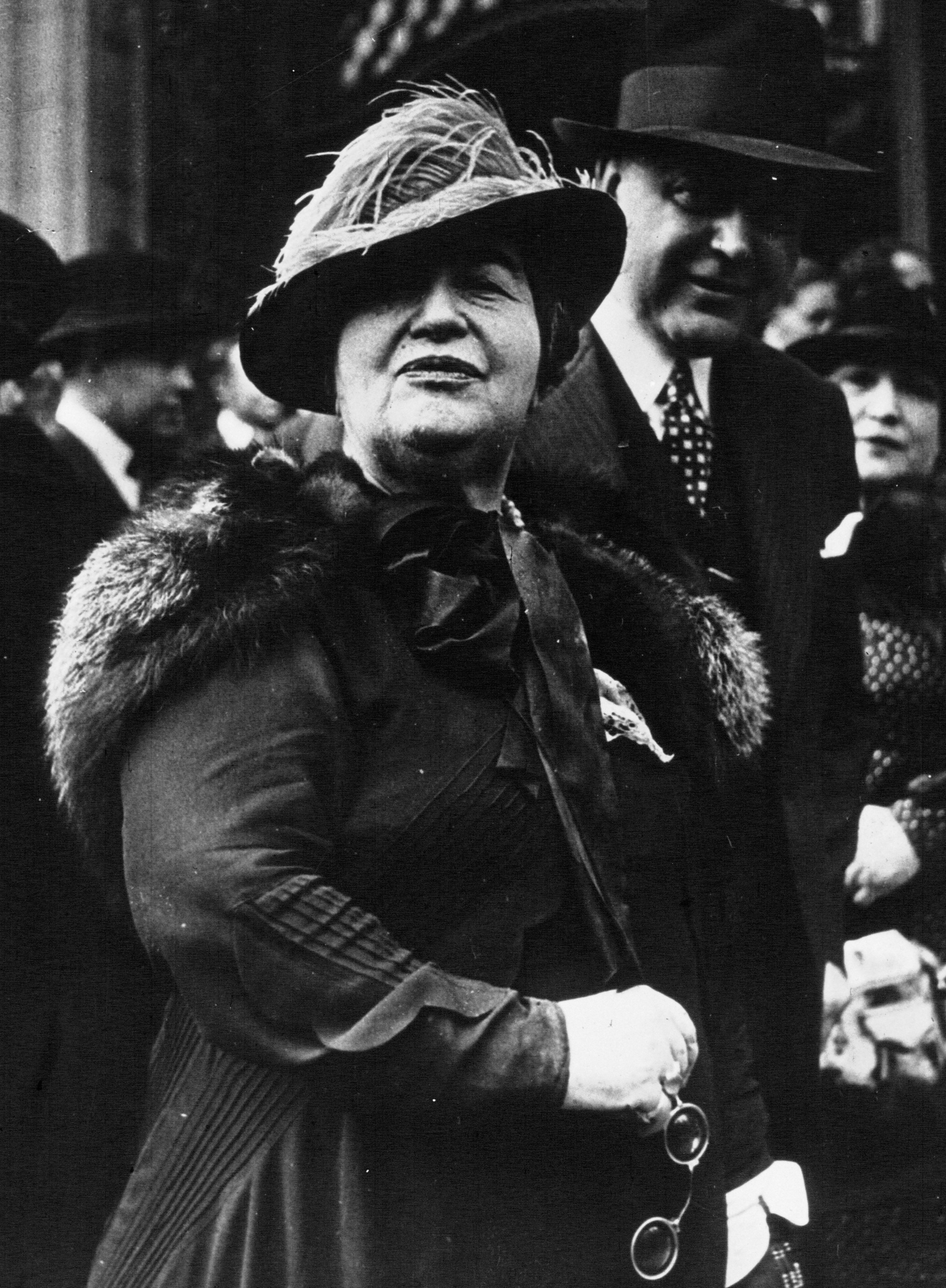
Elena Văcărescu jako Delegat do Ligi Narodów w 1936

Jej życie zmieniło się po poznaniu królowej Elżbiety, żony króla Rumunii Karola I Hohenzollern-Sigmaringen. Królowa zaprosiła ją do swojego pałacu w 1888. W związku ze śmiercią swojej jedynej córki, zmarłej w 1874 r., królowa przelała całe swoje matczyne uczucia na Elenę. W 1889, ze względu na brak potomka, król adoptował swojego bratanka Ferdynanda. Ferdynand zakochał się w Elenie i chciał się z nią ożenić. Jednak zgodnie z Konstytucją Rumunii, następca tronu nie mógł ożenić się z Rumunką. Na skutek afery królowa, która zaaranżowała romans, została zesłana na 2 lata do Neuwied, Elena  dożywotnio do Paryża, a Ferdynand wysłany na poszukiwanie nowej narzeczonej. Jego wybranką została ostatecznie Maria Koburg.
W latach 1922–1924 była zastępcą Delegata do Ligi Narodów, w latach 1925–1926 stałym Delegatem i ponownie zastępcą w latach 1926–1938. Była pierwszą kobietą w randze ambasadora (Stałego Delegata) w historii Ligi.
W 1925 została członkiem Akademii Rumuńskiej. W tym samym roku została dwukrotnie laureatką nagrody Grand Prix de la Francophonie, przyznawanej przez Akademię Francuską, za tomy poezji Les Chants d’Aurore i Le Rhapsode de la Dâmbovitza.
W 1947 była członkiem delegacji rumuńskiej pod przywództwem Gheorghe'a Tătărescu na konferencję w Paryżu, gdzie podpisano pokój paryski: traktat kończący II wojnę światową. Pisała pamiętniki – w 1945 ukazał się ich pierwszy tom pt. Memorial sur le mode mineur.
Została pochowana w krypcie rodu Văcărescu na cmentarzu Bellu w Bukareszcie.